# 加藤久雅
加藤 久雅（かとう ながまさ、1965年2月17日 - ）は、株式会社愛企画所属の俳優。本名同じ。岩手県一関市出身。
身長182cm、体重72kg。血液型A型。特技は合気道（3段）、乗馬。趣味はボクシング。

## 経歴
倉本聰主催の富良野塾の第4期生。卒塾後、演技の勉強のためニューヨークへ渡った。現在、テレビドラマ、CMナレーション等で活動中である。

## 出演

### テレビドラマ
- 川は泣いている（テレビ朝日）
- 男について（TBS）
- 恋人よ（フジテレビ）
- パパ・レンタル中（TBS）
- 元禄繚乱（NHK）
- 暗くなるまで待って（TBS）
- ひとことの罪（日本テレビ）
- 火曜サスペンス劇場
  - 警部補 佃次郎シリーズ（日本テレビ）- 警視庁原宿中央警察署 小柴 役
    - 第 9作「妻たちの真実」（1999年11月16日）
    - 第10作「つぐない」（2000年5月30日）
    - 第11作「かるはずみな言葉」（2000年10月31日）
    - 第12作「死にいそぐ女」（2001年5月1日）
    - 第13作「孤独のゆくえ」（2001年7月31日）
    - 第14作「永遠のナゾ」（2002年3月12日）
    - 第15作「結婚しない女」（2002年7月2日）
    - 第16作「女の賭け」（2002年11月12日）
- 蘇える金狼（日本テレビ）
- 宮本武蔵（テレビ東京）
- 逃亡（市川崑監督、NHK）- 伝助 役
- 検察官キソガワ（テレビ東京）
- 逃亡者 おりん（テレビ東京）
- こどもの事情（TBS）- 原徹 役
- お江戸吉原事件帖（テレビ東京）- 与吉 役
- 検事・沢木正夫（テレビ東京）- 室生管理官 役
- やすらぎの郷（2017年）- 中里正 役
- やすらぎの刻〜道（2019年）- 中里正 役

### 映画
- ラスト サムライ
- 亡国のイージス
- 本を綴る[1]

### 舞台
- 谷は眠っていた（富良野塾）
- 今日、悲別で（富良野塾）
- ニングル（富良野塾）
- DREAM OF PASSION
- 地雷を踏んだらサヨウナラ
- ROAD〜地雷を踏んだらサヨウナラ

### CM
- 野口観光

### CMナレーション
- CITIBANK（1998年）
- キャデラック・セビル（1999年）
- 三井住友銀行（2005年）
- マックスファクター（2006年）
- トヨタ・マークX（ラジオ、2007年、2008年）
- プレミアム・モルツ（ラジオ、2007年）
- ブリヂストン（2007年）
- 大和ハウスD-Room（2007年）
- ゼンショーグループ（2008年）
- JAL（2008年）
- JT（2008年）